# Atoms for Peace
Atoms for Peace (в переводе с англ. — «атомы во имя мира») — супергруппа, сформированная в конце 2009 года. Она состоит из лидера группы Radiohead Тома Йорка, Фли (басиста Red Hot Chili Peppers), Найджела Годрича, продюсера Radiohead, ударника Джои Варонкера из R.E.M. и перкуссиониста Мауро Рефоско. Группа выпустила один студийный альбом Amok, вышедший в 2013 году и занявший вторую строчку в чарте Billboard 200.

## Формирование и развитие
В 2006 году, после выпуска своего соло-альбома, Том Йорк хотел воссоздать его электронное звучание «вживую», заручившись участием нескольких новых музыкантов.
Первое выступление группы состоялось в лос-анджелесском «Echoplex» 2 октября 2009 года, где они исполнили все композиции сольного альбома Тома Йорка The Eraser, а также несколько новых песен и ранних би-сайдов Radiohead «Paperbag Writer» (с сингла «There There»). После этого последовали два шоу в Orpheum Theatre 4 и 5 октября. В апреле 2010 года группа отправилась в двухнедельный тур по крупным городам США, а затем выступала на фестивале «Коачелла».
5 апреля 2010 года в концертном зале Roseland Ballroom в Нью-Йорке Atoms for Peace исполнили песню «Judge, Jury, and Executioner», которую Том Йорк назвал «первой официальной совместной песней группы». Название композиции напоминает о песне Radiohead «Myxomatosis. (Judge, Jury, and Executioner.)» с альбома Hail to the Thief.
Вслед за «Коачеллой» последовало выступление на Fuji Rock Festival в Японии — первое выступление группы за пределами США.
В интервью 21 сентября 2011 года Йорк заявил, что его совместный альбом с Фли выйдет в ближайшее время. Выход альбома, названного Amok, состоялся 25 февраля 2013 года. Альбом сопровождался туром группы по странам Европы, США и Японии.

## Название
До февраля 2010 года группа не имела названия и была известна как «Thom Yorke’s Live Band». В феврале 2010 года Йорк официально объявил название «Atoms for Peace». Изначально это выражение было произнесено американским президентом Дуайтом Эйзенхауэром в своей инаугурационной речи; также это название носит одна из песен из дебютного сольного альбома Йорка The Eraser.
|                                              |  |
| Фли, Мауро Рефоско, Найджел Годрич, Том Йорк |  |

## Участники группы
- Том Йорк — лид-вокал, гитара, фортепиано, клавишные, перкуссия
- Фли — бас-гитара, мелодика
- Найджел Годрич — клавишные, гитара, бэк-вокал, перкуссия
- Мауро Рефоско — перкуссия, дополнительные ударные
- Джои Варонкер[англ.] — ударные

## Дискография

### Студийные альбомы
| Название | Подробности                                                                  | Высшие позиции в чартах | Высшие позиции в чартах | Высшие позиции в чартах | Высшие позиции в чартах | Высшие позиции в чартах | Высшие позиции в чартах | Высшие позиции в чартах | Высшие позиции в чартах | Высшие позиции в чартах | Высшие позиции в чартах | Высшие позиции в чартах | Сертификации |
| Название | Подробности                                                                  | UK                      | BEL (Fla.)              | BEL (Wal.)              | CAN                     | DEN                     | FRA                     | GER                     | IRL                     | NLD                     | SWE                     | US                      | Сертификации |
| -------- | ---------------------------------------------------------------------------- | ----------------------- | ----------------------- | ----------------------- | ----------------------- | ----------------------- | ----------------------- | ----------------------- | ----------------------- | ----------------------- | ----------------------- | ----------------------- | ------------ |
| Amok     | - Выпущен: 25 февраля 2013 года - Лейбл: XL Recordings - Формат: CD, LP, MP3 | 5                       | 6                       | 14                      | 4                       | 5                       | 14                      | 16                      | 12                      | 3                       | 42                      | 2                       |              |

### Синглы
| Год  | Сингл                          | Страна | Позиция в чарте | Альбом       |
| Год  | Сингл                          | Страна | UK              | Альбом       |
| ---- | ------------------------------ | ------ | --------------- | ------------ |
| 2012 | «Tamer Animals» / «Other Side» | UK     | —               | внеальбомный |
| 2012 | «What The Eyeballs Did»        | UK     | —               | внеальбомный |
| 2012 | «Default»                      | UK     | —               | Amok         |
| 2013 | «Before Your Very Eyes»        | UK     | —               | Amok         |
| 2013 | «Judge, Jury and Executioner»  | UK     | —               | Amok         |

### Музыкальные видео
| Год  | Название                      | Режиссёр       |
| ---- | ----------------------------- | -------------- |
| 2013 | «Judge, Jury and Executioner» | Тарик Барри    |
| 2013 | «Ingenue»                     | Гарт Дженнингс |